# Бахінський
Бахінський, Бахонський, Багонський (пол. Bachoński) — гірський потік в Україні, у Стрийському районі Львівської області у Галичині. Лівий доплив Сможанки, (басейн Дністра).

## Опис
Довжина потоку приблизно 5,44 км, найкоротша відстань між витоком і гирлом — 3,16  км, коефіцієнт звивистості потоку — 1,72. Формується багатьма безіменними гірськими струмками. Потік тече у гірському масиві Сколівські Бескиди (зовнішня смуга Українських Карпат).

## Розташування
Бере початок на південно-західних схилах гори Гостилів (1013 м). Спочатку тече на південний захід понад горою Добуш (1044 м), далі тече на північний захід та схід понад горою Прутуч-Верх (1000 м), через село Сможе і впадає у річку Сможанку, праву притоку Стрию.

## Цікавий факт
- Потік тече через міщані та хвойні ліси[4].
- Біля села Сможе потік перетинає автошлях М06[3].